# NGC 5341
NGC 5341 is een balkspiraalstelsel in het sterrenbeeld Jachthonden. Het hemelobject werd op 24 maart 1857 ontdekt door de Ierse astronoom William Parsons.

## Synoniemen
- UGC 8792
- IRAS 13503+3803
- MCG 6-31-2
- ZWG 191.2
- ZWG 190.69
- KUG 1350+380
- PGC 49285